# Boksyt

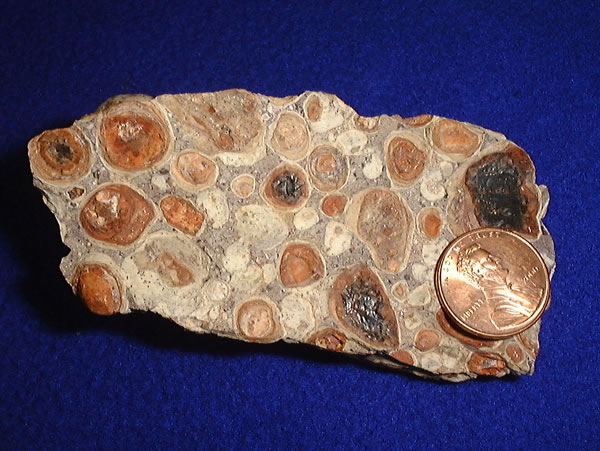
Boksyt

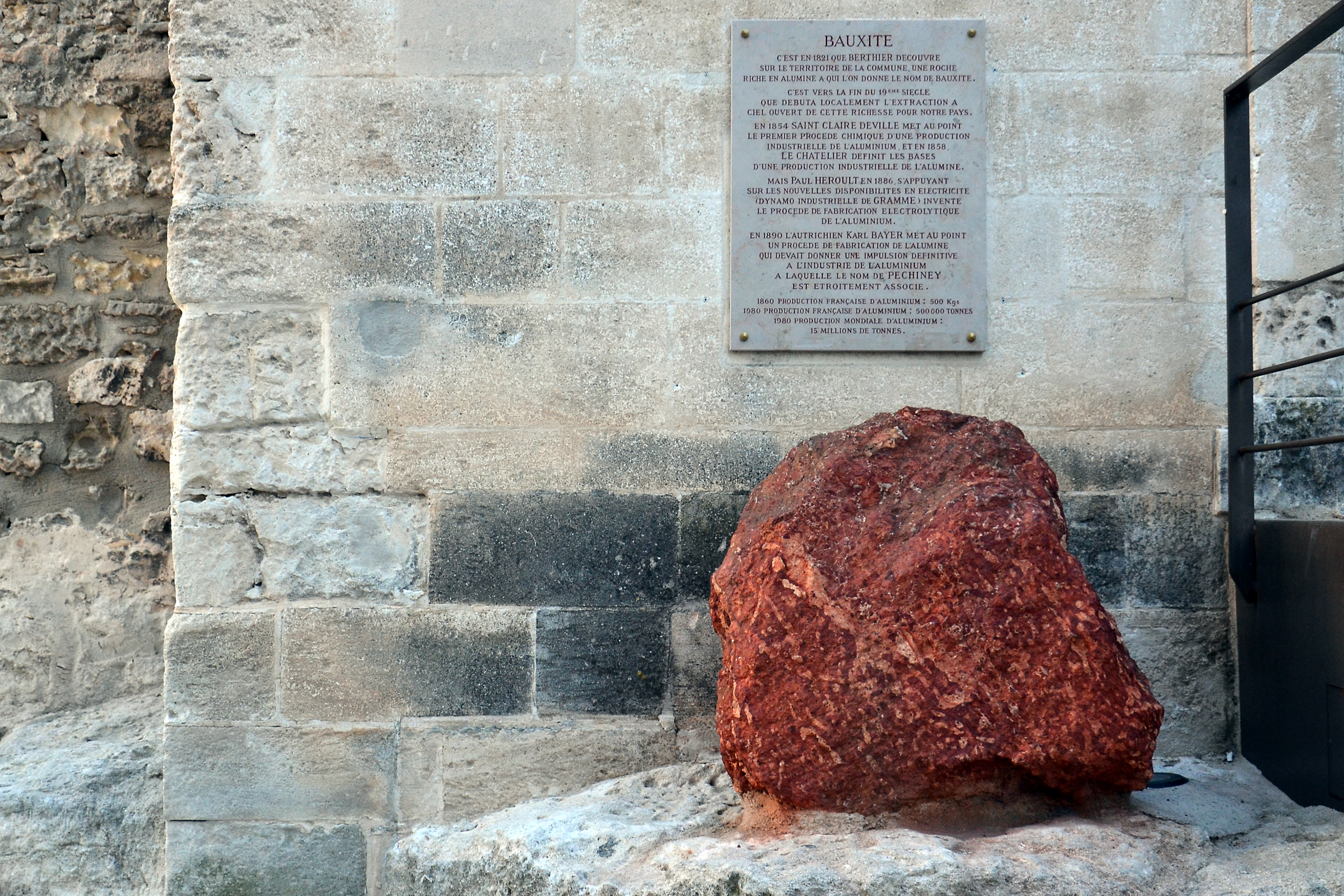
Boksyt, Les Baux-de-Provence

Boksyt – ilasta skała osadowa składająca się głównie z wodorotlenków glinu (hydrargilitu, bemitu lub diasporu), jest głównym źródłem glinu na świecie. Zawiera też minerały ilaste, krzemionkę, tlenki i wodorotlenki żelaza. Nazwa boksyt pochodzi od francuskiego miasteczka Les Baux-de-Provence w południowej Francji, gdzie w 1821 r. francuski geolog i mineralog Pierre Berthier po raz pierwszy odkrył i opisał złoża tej skały. Berthier nazwał tę skałę terre d’alumine des Baux. W 1844 r. Pierre-Armand Dufrénoy wprowadził określenie beauxite, natomiast nazwę bauxite przyjął Henri Sainte-Claire Deville w roku 1861, kiedy po raz pierwszy w historii ruszyła przemysłowa eksploatacja złóż boksytu.
Boksyt jest najczęściej koloru czerwonego lub brunatnego, drobnoziarnisty, miękki, słabo spojony lub zwięzły i twardy. W największych ilościach powstaje na miejscu wietrzenia skał glinokrzemianowych w klimacie gorącym. Jest podstawową rudą glinu. Używany też w metalurgii (jako topnik) oraz do wyrobu materiałów ogniotrwałych i szybko twardniejących cementów. Boksyt występuje w dwóch odmianach: laterytowej (krzemianowej) i krasowej (węglanowej).
Górnictwo boksytów jest najlepiej rozwinięte w Australii – jej udział w 1995 roku w światowej produkcji sięgał aż 39%. Największe złoża, o dużej zawartości tlenku glinu (do 60%), odkryto w 1955 r. w rejonie Weipa nad Zatoką Karpentaria. Wielkość tego złoża oszacowano wówczas na 2,2 mld ton rudy. Inne wielkie złoża na północnym wybrzeżu tego kontynentu zlokalizowano na Półwyspie Gove (w 1952 r.) oraz w rejonie Admiralty Gulf, a także na wschód od Perth w okolicy Darling Range. Z końcem lat 60. XX w. łączne zapasy boksytów w Australii oszacowano na 3,5 mld ton czystego metalu. Australijski eksport skierowany jest głównie do Japonii.
Ponad 30% światowej produkcji boksytów przypada na kraje Ameryki Łacińskiej, zwłaszcza na Jamajkę (9,9%) i Brazylię (8%), a także na Wenezuelę, Surinam i Gujanę. W Afryce wielkim ich producentem jest Gwinea (12% światowego wydobycia). Udział pozostałych państw wynosi poniżej 20%, a są wśród nich – między innymi – Chiny, Indie, Rosja, Kazachstan. W Europie najwięcej boksytów wydobywa się w Grecji (1,7%) i na Węgrzech (1%). Znikomą produkcją charakteryzuje się obecnie Francja, która jeszcze w 1999 roku należała do liczących się producentów tego surowca. W Polsce boksyt występuje m.in. koło Nowej Rudy na Dolnym Śląsku.

## Światowe wydobycie i zasoby boksytów
(dane szacunkowe z 2001 w tys. ton)
| Kraj              | Wydobycie | Wydobycie | Zasoby     | Baza zasobów |
| Kraj              | 2000      | 2001      | Zasoby     | Baza zasobów |
| ----------------- | --------- | --------- | ---------- | ------------ |
| Australia         | 53 800    | 53 500    | 3 800 000  | 7 400 000    |
| Brazylia          | 14 000    | 14 000    | 3 900 000  | 4 900 000    |
| Chiny             | 9 000     | 9 200     | 720 000    | 2 000 000    |
| Gwinea            | 15 000    | 15 000    | 7 400 000  | 8 600 000    |
| Gujana            | 2 400     | 2 000     | 700 000    | 900 000      |
| Indie             | 7 370     | 8 000     | 770 000    | 1 400 000    |
| Jamajka           | 11 100    | 13 000    | 2 000 000  | 2 500 000    |
| Rosja             | 4 200     | 4 000     | 200 000    | 250 000      |
| Surinam           | 3 610     | 4 000     | 580 000    | 600 000      |
| Stany Zjednoczone | NA        | NA        | 20 000     | 40 000       |
| Wenezuela         | 4 200     | 4 400     | 320 000    | 350 000      |
| Inne kraje        | 10 800    | 10 200    | 4 100 000  | 4 700 000    |
| Świat – razem     | 135 000   | 137 000   | 24 000 000 | 34 000 000   |

Poniżej tabela pokazująca zmiany w wydobyciu, jakie nastąpiły w kolejnych latach.

(dane w tys. ton obejmujące lata 2007 i 2008)

Źródło:U.S. Geological Survey, Mineral Commodity Summaries, styczeń 2009
| Kraj              | Wydobycie | Wydobycie | Zasoby     | Baza zasobów |
| Kraj              | 2007      | 2008      | Zasoby     | Baza zasobów |
| ----------------- | --------- | --------- | ---------- | ------------ |
| Gwinea            | 18 000    | 18 000    | 7 400 000  | 8 600 000    |
| Australia         | 62 400    | 63 000    | 5 800 000  | 7 900 000    |
| Wietnam           | 30        | 30        | 2 100 000  | 5 400 000    |
| Jamajka           | 14 600    | 15 000    | 2 000 000  | 2 500 000    |
| Brazylia          | 24 800    | 25 000    | 1 900 000  | 2 500 000    |
| Gujana            | 1 600     | 1 600     | 700 000    | 900 000      |
| Indie             | 19 200    | 20 000    | 770 000    | 1 400 000    |
| Chiny             | 30 000    | 32 000    | 700 000    | 2 300 000    |
| Grecja            | 2 220     | 2 200     | 600 000    | 650 000      |
| Iran              | –         | 500       | –          | –            |
| Surinam           | 4 900     | 4 500     | 580 000    | 600 000      |
| Kazachstan        | 4 800     | 4 800     | 360 000    | 450 000      |
| Wenezuela         | 5 900     | 5 900     | 320 000    | 350 000      |
| Rosja             | 6 400     | 6 400     | 200 000    | 250 000      |
| Stany Zjednoczone | –         | –         | 20 000     | 40 000       |
| Inne kraje        | 7 150     | 6 800     | 3 200 000  | 3 800 000    |
| Świat – razem     | 202 000   | 205 000   | 27 000 000 | 38 000 000   |